# Kaitlyn Dever
Kaitlyn Rochelle Dever (/ˈdiːvər/, sinh ngày 21 tháng 12 năm 1996) là nữ diễn viên người Mỹ. Cô được biết tới qua một số phim truyền hình như Justified (2011–2015), Last Man Standing, Unbelievable (2019), Dopesick (2021). Cô từng nhận được một đề cử giải Quả cầu vàng cho Unbelievable và Dopesick và một đề cử giải Primetime Emmy cho riêng Dopesick.

## Thời thơ ấu
Dever sinh ra tại thành phố Phoenix, Arizona. Cha mẹ cô là ông Tim và bà Kathy Dever, dưới cô còn có hai em gái tên Mady và Jane. Từ năm 5 tuổi, cô bắt đầu có sở thích diễn và được đưa vào học tại một trường về diễn xuất. Cô cũng từng tham gia các khóa học thể hình, ballet và trượt băng nhưng sau đó tập trung vào diễn xuất. 
Khi cha Dever đảm nhận vai lồng tiếng cho khủng long Barney trong chương trình thiếu nhi cùng tên, cả gia đình cô chuyển tới Dallas. Cũng tại đây, cô theo học một khóa học diễn xuất ở Dallas Young Actors Studio trong vòng một tháng. Sau đó cô bắt đầu đóng một số phim quảng cáo và rồi chuyển đến Los Angeles theo đuổi sự nghiệp.

## Sự nghiệp

### 2009–2012: Các dự án phim đầu tay

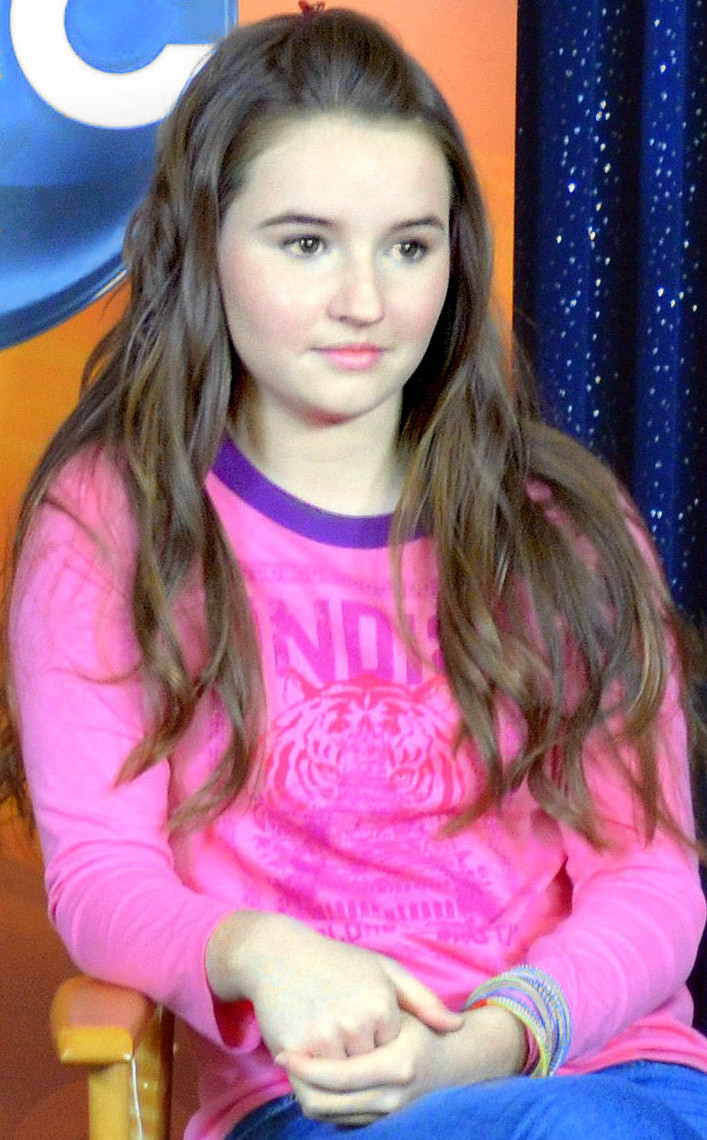
Dever tại buổi quảng bá phim Last Man Standing năm 2012

Vai diễn gây chú ý đầu tiên của Dever là Gwen Thompson trong phim điện ảnh An American Girl: Chrissa Stands Strong. Năm 2011, cô được biết tới nhiều hơn qua vai Loretta McCready trong phim truyền hình Justified (đài FX). Cùng năm đó, cô nhận được một vai phụ trong sê-ri Last Man Standing, diễn cùng với Tim Allen.